# Petr Zlamal
Petr Zlamal (* 21. března 1949 Olomouc) je český malíř, kreslíř, grafik, autor realizací v oblasti užitého umění a monumentální tvorby. Žije a tvoří v moravském Šternberku. V roce 2009 získal cenu města Šternberk za významné dílo v oblasti výtvarného umění.

## Životopis
Petr Zlamal se narodil 21. března 1949 do rodiny malíře Wilhelma Zlamala. Jeho ctižádost, talent a píle se se projevovala již v dětství účastí ve výtvarných soutěžích. V deseti letech získal ocenění na výstavě v indickém Dillí. Ve čtrnácti let měl první výstavu ve foyeru Divadla Oldřicha Stibora v Olomouci. V mládí byl otec jeho první učitel a vzor. Ale otcova osobnost měla na Petra i negativní vliv. Potřeboval „najít sám sebe“ a vystoupit z otcova stínu.
Mezi lety 1968 až 1974 studoval na Akademii výtvarných umění v Praze v ateliéru monumentální malby u profesora Arnošta Paderlíka. Po absolvování studia v roce 1974 získal čtyři stipendia Ministerstva kultury. Několik obrazů si „Ministerstvo“ zakoupilo a byly vystaveny v galeriích v Praze.
Samostatně začal vystavovat od roku 1971 v Československu, Itálii a Německu. Kolektivních výstav se začal zúčastňovat od roku 1977 (Československo, Polsko, Itálie, Německo, Venezuela, USA). Jeho práce jsou zastoupeny, vedle řady soukromých domácích i zahraničních sbírek, také ve sbírkách Muzea umění Olomouc a Ministerstva kultury České republiky. Členem Svazu českých výtvarných umělců byl v letech 1974 až 1991. V roce 1990 se stal členem Unie výtvarných umělců Olomoucka. V letech 1992 až 1995 organizoval mezinárodní malířská sympozia ve Šternberku. Během trvání sympozií se jich účastnilo kolem sto dvaceti umělců z celého světa. Sympozia se stala inspirací pro pořádání výstav nejen v České republice, ale také v Itálii, Německu, Rakousku a Jihoafrické republice.

## Tvorba
Po studiích se Petr Zlamal vrátil do Šternberku a rozhodl se pro dráhu výtvarníka na volné noze. Živily jej zakázky z oblasti užitého umění a realizace v architektuře. Věnoval se figurální malbě. Jeho malířské pojetí bylo blízké tvorbě členů z Volného seskupení 12/15 Pozdě, ale přece, kteří patřili mezi jeho spolužáky z akademie (Václav Bláha, Michael Rittstein). Lišil se však volbou námětů a koloristickým cítěním. Ve svých obrazech se zabýval vztahem člověka k přírodě a technice. Snažil se tvorbou vyjadřovat životní pocity – klid, pohodu, soulad a harmonii. Zobrazoval erotické vztahy mezi mužem a ženou. Byla mu blízká poetika Skupiny 42. Petr Zlamal, stejně jako jeho otec, inklinoval k německé malířské tradici. Jeho fascinace časem je dalším prvkem, který spojuje jeho projev s tradicí středoevropského expresionismu. Jak již bylo zmíněno, ve své tvorbě přemýšlí nad zásadními hodnotami pro lidský život, tedy rodičovskou láskou, vztahem ke krajině nebo pěstováním a kultivováním citových vztahů mezi lidmi.
Ve své tvorbě bývá vypravěčem příběhů nebo glosátorem vypjatých situací, převedených do výtvarné řeči. Nové obrazy poutají stále dějovostí. Petr Zlamal ve svém díle zúročuje svoji tvůrčí cestu, i když jeho rané práce byly také již výtvarně vyzrálé. Je třeba připomenout, že v jeho dílech hrála a hraje kresba vždy hlavní roli. Preferuje velké formáty, ke kterým se dopracoval po desetiletí.

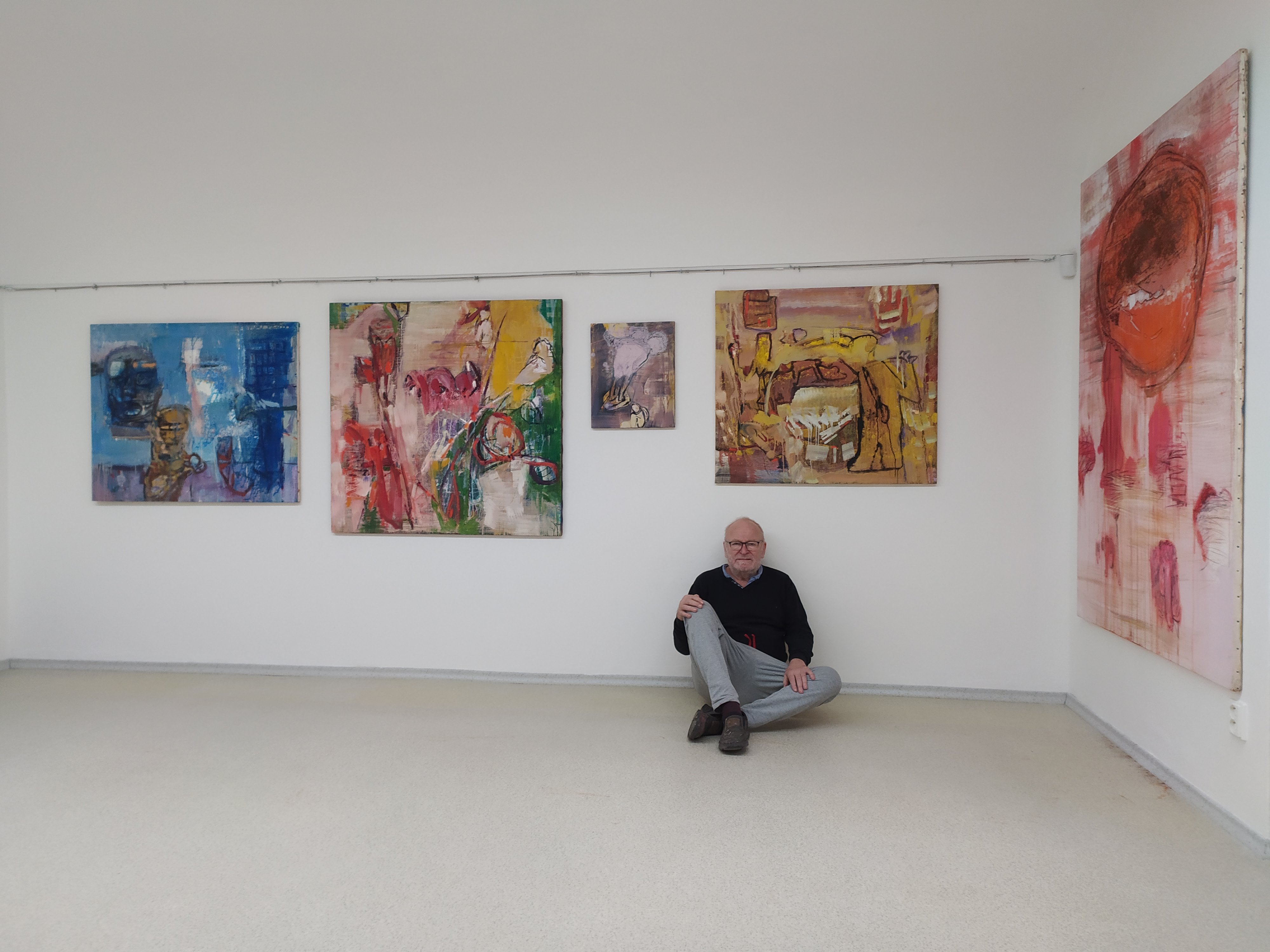
Z přípravy komorní výstavy ve Šternberku, 2020

## Samostatné výstavy (výběr)
- 1963–Výstava kreseb a pastelů, foyer Divadla Oldřicha Stibora v Olomouci.
- 1968–Obrazy, Výstavní síň Domu osvěty ve Šternberku.
- 1975–Obrazy z let 1974–1975, Galerie Dílo, Přerov.
- 1980–Obrazy, Oblastní galerie výtvarného umění v Olomouci - Kabinet grafiky, Olomouc.
- 1982–Obrazy. Památník národního písemnictví v Praze - Výstavní síň Musaion, Praha.
- 1987–Obrazy. Dům umění města Brna - Galerie Jaroslava Krále, Brno.
- 1989–Obrazy. Oblastní galerie výtvarného umění v Gottwaldově.
- 1993–Obrazy. Mira (It), Verona (It), Terst (It), Bad Arolsen (Něm), Frankenberg (Něm).
- 1996–Obrazy. Inter Art Galerie, Stuttgart, Německo.
- 1997–Pastely. Galerie Percosi d´arte 90, Benátky, Itálie.
- 2000–Petr Zlamal a jeho hosté Wilhelm a Josef Zlamalovi, Galerie Šternberk, Šternberk.
- 2007–Dole i nahoře. Obrazy z let 2002-2007. Výstavní síň Starého pivovaru, Brno.
- 2010–Archeologie paměti, Nová síň, Praha.[6]
- 2018–Vášeň, Galerie Kotelna, Říčany u Prahy.[7]
- 2021–Sklizeň, Třešňový sad Šternberk, Šternberk.
- 2022–V žáru malby, Muzeum umění Olomouc, Olomouc.[8]
- 2022–Obrazy. Galerie ZET, Velká Bystřice[9]

Účast na více než 80 společných výstavách (Československo, Venezuela, Polsko, Nizozemsko, USA, Dánsko, Saúdská Arábie, Itálie, Německo, Rakousko)